# Monte Alegre de Sergipe
Monte Alegre de Sergipe este un oraș în Sergipe (SE), Brazilia.